# Gran Premi del Japó del 1995
Resultats del Gran Premi del Japó de Fórmula 1 de la temporada 1995 disputat al circuit de Suzuka el 29 d'octubre del 1995.

## Resultats
| Posició | Número | Pilot                 | Equip                  | Voltes | Temps/ retirada  | Pos. de sortida | Punts |
| ------- | ------ | --------------------- | ---------------------- | ------ | ---------------- | --------------- | ----- |
| 1       | 1      | Michael Schumacher    | Benetton - Renault     | 53     | 1h 36' 52. 930   | 1               | 10    |
| 2       | 8      | Mika Häkkinen         | McLaren - Mercedes     | 53     | + 19.337 s       | 3               | 6     |
| 3       | 2      | Johnny Herbert        | Benetton - Renault     | 53     | + 1' 23.804 min. | 9               | 4     |
| 4       | 15     | Eddie Irvine          | Jordan - Peugeot       | 53     | + 1' 42.136 min. | 7               | 3     |
| 5       | 26     | Olivier Panis         | Ligier - Mugen - Honda | 52     | + 1 Volta        | 11              | 2     |
| 6       | 4      | Mika Salo             | Tyrrell - Yamaha       | 52     | + 1 Volta        | 12              | 1     |
| 7       | 7      | Mark Blundell         | McLaren - Mercedes     | 52     | + 1 Volta        | 23              |       |
| 8       | 30     | Heinz-Harald Frentzen | Sauber - Ford          | 52     | + 1 Volta        | 8               |       |
| 9       | 24     | Luca Badoer           | Minardi - Ford         | 51     | + 2 Voltes       | 17              |       |
| 10      | 29     | Karl Wendlinger       | Sauber - Ford          | 51     | + 2 Voltes       | 15              |       |
| 11      | 23     | Pedro Lamy            | Minardi - Ford         | 51     | + 2 Voltes       | 16              |       |
| 12      | 10     | Taki Inoue            | Footwork - Hart        | 51     | + 2 Voltes       | 18              |       |
| Ret     | 5      | Damon Hill            | Williams - Renault     | 40     | Virolla          | 4               |       |
| Ret     | 6      | David Coulthard       | Williams - Renault     | 39     | Virolla          | 6               |       |
| Ret     | 21     | Pedro Diniz           | Forti F1 - Ford        | 32     | Virolla          | 20              |       |
| Ret     | 27     | Jean Alesi            | Ferrari                | 24     | Transmissió      | 2               |       |
| Ret     | 17     | Andrea Montermini     | Pacific - Ilmor        | 23     | Virolla          | 19              |       |
| Ret     | 28     | Gerhard Berger        | Ferrari                | 16     | Part elèctrica   | 5               |       |
| Ret     | 14     | Rubens Barrichello    | Jordan - Peugeot       | 15     | Virolla          | 10              |       |
| Ret     | 3      | Ukyo Katayama         | Tyrrell - Yamaha       | 12     | Virolla          | 13              |       |
| Ret     | 16     | Bertrand Gachot       | Pacific - Ilmor        | 6      | Eix / palier     | 22              |       |
| Ret     | 22     | Roberto Moreno        | Forti F1 - Ford        | 1      | Caixa de canvis  | 21              |       |
| Ret     | 9      | Gianni Morbidelli     | Footwork - Hart        | 0      | Virolla          | 14              |       |
| DNS     | 25     | Aguri Suzuki          | Ligier - Mugen - Honda | 0      | Accident         |                 |       |

## Altres
- Pole: Michael Schumacher 1' 38. 023

- Volta ràpida: Michael Schumacher 1' 42. 976 (a la volta 33)